# Trauma della nascita
Il trauma della nascita è un libro pubblicato nel 1924 da Otto Rank. Nel libro l'autore presenta l'omonima teoria, secondo cui alla base di ogni sviluppo psicopatologico vi sia un vissuto traumatico irrisolto durante la nascita (si distacca in questo punto da Freud, che sostiene che ogni malattia sia riconducibile a un mancato/difettoso superamento del complesso edipico).
Questa visione implica un'ipotesi originale: la vita psichica fetale. Questo trauma della nascita si ripeterebbe con intensità variabile ad ogni atto di separazione. 
Questa asserzione non è più molto appoggiata dalle principali correnti della psicologia contemporanea, a causa dei dubbi diffusi riguardanti l'estensione con cui i neonati sono in grado di formare delle memorie, l'effetto di tali memorie sulla loro personalità, e la possibilità di recuperare memorie che si suppongono represse.